# Amphicnaeia nigra
Amphicnaeia nigra là một loài bọ cánh cứng trong họ Cerambycidae.